# Mossyrock (Washington)
Mossyrock je grad u američkoj saveznoj državi Washington. Prema popisu stanovništva iz 2010. u njemu je živjelo 759 stanovnika.